# Cuartel General Terrestre de Alta Disponibilidad (España)

Guion del CGTAD (Cuartel General Internacional).

Guion del CGTAD (Ejército de Tierra Español).

El Cuartel General Terrestre de Alta Disponibilidad (CGTAD) es uno de los cuatro órganos que integran la Fuerza del Ejército de Tierra de España y su mando de primer nivel, conforme a la Instrucción 7/2016 por la que se desarrolla la organización del Ejército de Tierra. Su finalidad más importante consiste en estar preparado para actuar con carácter inmediato como estructura de mando en aquellas operaciones militares en las que sea requerido, conforme a la doctrina militar nacional o internacional. Este Cuartel General, de nivel cuerpo de ejército, está a disposición de la OTAN bajo la modalidad que se establezca en acuerdos y memorandos correspondientes, con la posibilidad de contar con la participación voluntaria de efectivos pertenecientes a fuerzas armadas de otros países aliados. Aunque tiene su antecedente en una Fuerza de Despliegue Rápido de la OTAN creada en el año 2000, el cuartel propiamente dicho fue establecido cuatro años más tarde en virtud del Real Decreto 2015/2004, de 11 de octubre. El CGTAD tiene su sede en el Acuartelamiento de Santo Domingo de la ciudad de Valencia. Su jefatura la ejerce un teniente general.
El Cuartel General Terrestre de Alta Disponibilidad adquiere la condición de cuartel general internacional cuando se encuentra al servicio de la OTAN. Cuenta con la presencia de militares de varios países de la Alianza bajo la denominación de «Headquarters NATO Rapid Deployable Corps-Spain», HQ NRDC-SP o HQ NRDC-ESP (Cuartel General de Cuerpo de Ejército de Despliegue Rápido de la Alianza Atlántica-España). Se encuentra en la Base Jaime I, en Bétera (Valencia). 
El CGTAD dispone de los elementos de apoyo necesarios  requeridos por la legislación española, el Convenio de los Estados del Tratado del Atlántico Norte en lo relativo al Estatuto de sus Fuerzas, SOFA (Status of Forces Agreement en inglés), y los acuerdos complementarios de este último. Estos elementos de apoyo funcionalmente dependen de la Oficina de Aplicación del SOFA de la Dirección General de Política de Defensa.
Las funciones del Cuartel General Terrestre de Alta Disponibilidad son:
- Organizarse y entrenarse como cuartel general de cuerpo de ejército y como mando componente terrestre de ese nivel.
- Colaborar en la organización, traslado y realización de las tareas requeridas por las misiones permanentes asignadas.
- Cooperar en el planeamiento, conducción y ejecución de las operaciones, planes operativos y ejercicios que tenga encomendados.
- Preparar a sus unidades y generar los mandos y fuerzas necesarios para la estructura operativa de las Fuerzas Armadas Españolas.

El HQ NRDC-SP/HQ NRDC-ESP puede actuar bajo cuatro modalidades:
1. Mando Componente Terrestre
2. Cuartel General de Cuerpo de Ejército
3. Mando Componente Terrestre de una NRF (Fuerza de Respuesta de la OTAN)
4. Mando conjunto de una operación eminentemente terrestre (JTF(L) HQ)

Países participantes (HQ NRDC-SP/HQ NRDC-ESP):
- Alemania
- España
- Estados Unidos
- Francia
- Grecia
- Italia
- Polonia
- Portugal
- Reino Unido
- Turquía